# Патрикеевская
Патрикеевская — опустевшая деревня в Калязинском районе Тверской области. Входит в состав Старобисловского сельского поселения.

## География
Находится в юго-восточной части Тверской области на расстоянии приблизительно 15 км на юго-восток по прямой от районного центра города Калязин.

## История
Была отмечена на карте 1825 года. В 1859 году здесь (тогда деревня Калязинского уезда Тверской губернии) было учтено 13 дворов, в 1978 — 5. По состоянию на 2020 год опустела.

## Население
Численность населения: 78 человек (1859 год), 2 (русские 100 %) в 2002 году, 1 в 2010.